# Joseph Dalton Hooker
Joseph Dalton Hooker (Halesworth, Suffolk; 30 de junio de 1817-Sunningdale, Berkshire; 10 de diciembre de 1911) fue un botánico y explorador británico.

## Primeros años y viaje en elHMSErebus
Fue el segundo hijo del botánico William Jackson Hooker y Maria Sarah Turner, hija mayor del banquero Dawson Turner y cuñada del historiador Francis Palgrave.
Desde los siete años asistía a las conferencias de su padre en la Universidad de Glasgow, donde era Regius professor de Botánica. Joseph demostró un precoz interés por la distribución de las plantas y por los viajes de exploradores como el del capitán James Cook.
La expedición estaba formada por dos barcos, el Erebus y el Terror. Fue el último gran viaje de exploración realizado íntegramente sin tocar tierra. Hooker era el más joven de los 128 tripulantes. Navegó en el Erebus como ayudante de Robert McCormick, quien, además de ser el cirujano del barco tenía la misión de recoger especímenes zoológicos y geológicos. 
Los barcos zarparon el 30 de septiembre de 1839 y, antes de dirigirse a la Antártida, visitaron Madeira, Tenerife, Santiago, Isla de Quail en el archipiélago de Cabo Verde, Archipiélago de San Pedro y San Pablo,
Trinidad al este de Brasil, Santa Helena y el Cabo de Buena Esperanza.
Hooker recogió colecciones de plantas en cada punto visitado y durante la travesía las dibujó, así como especímenes de algas y vida marina que eran subidos a bordo por medio de redes.
Desde el Cabo se dirigieron al océano austral. Su primera parada fueron las islas Crozet anclando en Isla Possession para hacer una entrega de café a los cazadores de focas. Después partieron hacia las islas Kerguelen donde pasaron varios días. Joseph identificó 18 plantas, 35 musgos y hepáticas, 25 líquenes y 51 algas incluyendo algunas que no habían sido descritas por el cirujano William Anderson cuando James Cook visitó en 1772. La expedición pasó algún tiempo en Hobart y la Tierra de Van Diemen para, a continuación, trasladarse a las islas Auckland, a las islas Campbell y continuar hacia la Antártida para localizar el polo sur magnético. Tras 5 meses en la Antártida regresaron a Hobart para reabastecerse y zarparon hacia Sídney y las Bay of Islands en Nueva Zelanda. Dejaron Nueva Zelanda para regresar a la Antártida y tras pasar 138 días en el mar y una colisión entre El Erebus y el Terror, navegaron hacia las islas Malvinas, Tierra del Fuego, de vuelta a las Malvinas y por tercera vez a la Antártida. La expedición hizo una parada en la isla Cockburn y tras partir de la Antártida se detuvieron en el Cabo, Santa Helena e Isla Ascensión. Los barcos regresaron a Inglaterra el 4 de septiembre de 1843; el viaje fue un éxito para Ross, ya que fue el primero en confirmar la existencia del continente austral y cartografiar buena parte de su línea costera.

## El periodo entre expediciones
Hooker declinó una cátedra en la universidad de Glasgow, tras su fracaso para obtener una posición académica en la universidad de Edimburgo, por lo que, en sustitución, tomó posesión del puesto de botánico en la British Geological Survey en 1846. Comenzó a trabajar en Paleobotánica buscando plantas fósiles en los yacimientos carboníferos de Gales.
 Ese mismo año se comprometió con Frances Henslow, hija del tutor de botánica de Darwin, John Stevens Henslow, pero se le animó a continuar viajando para ganar mayor experiencia en su campo. Se propuso viajar a la India y el Himalaya y en 1847 su padre le solicitó partir hacia la India con la misión de recoger plantas para el Jardín Botánico de Kew.
A su vuelta a Inglaterra, su padre había sido nombrado director del Real Jardín Botánico de Kew, convirtiéndose en un prominente hombre de ciencia. William Hooker, a través de sus contactos, aseguró a su hijo una subvención de 1000 libras del almirantazgo para sufragar los costes para las láminas ilustradas de su Botany of the Antarctic Voyages (Botánica de los viajes Antárticos) y un salario anual de 200 libras mientras trabajaba en su flora. Flora que sería incluida en la recogida durante los viajes de Cook y Menzies y apoyada por el Museo británico y las colecciones obtenidas en el Beagle. Las floras fueron ilustradas por Walter Hood Fitch (instruido en ilustración botánica por William Hooker), quien se convertiría en el más prolífico artista botánico victoriano.
Las colecciones de los viajes de Hooker fueron descritas en uno de los dos volúmenes publicados como Flora Antarctica (1844-47). En ella escribió sobre las islas y su papel en la geografía de las plantas, trabajo que le procuró la reputación como sistémico y geógrafo vegetal.
Los frutos de los tres años pasados en los mares del Sur fueron completados con la Flora Novae Zelandiae (1851-53) y Flora Tasmaniae (1853-59).

## La expedición al Himalaya

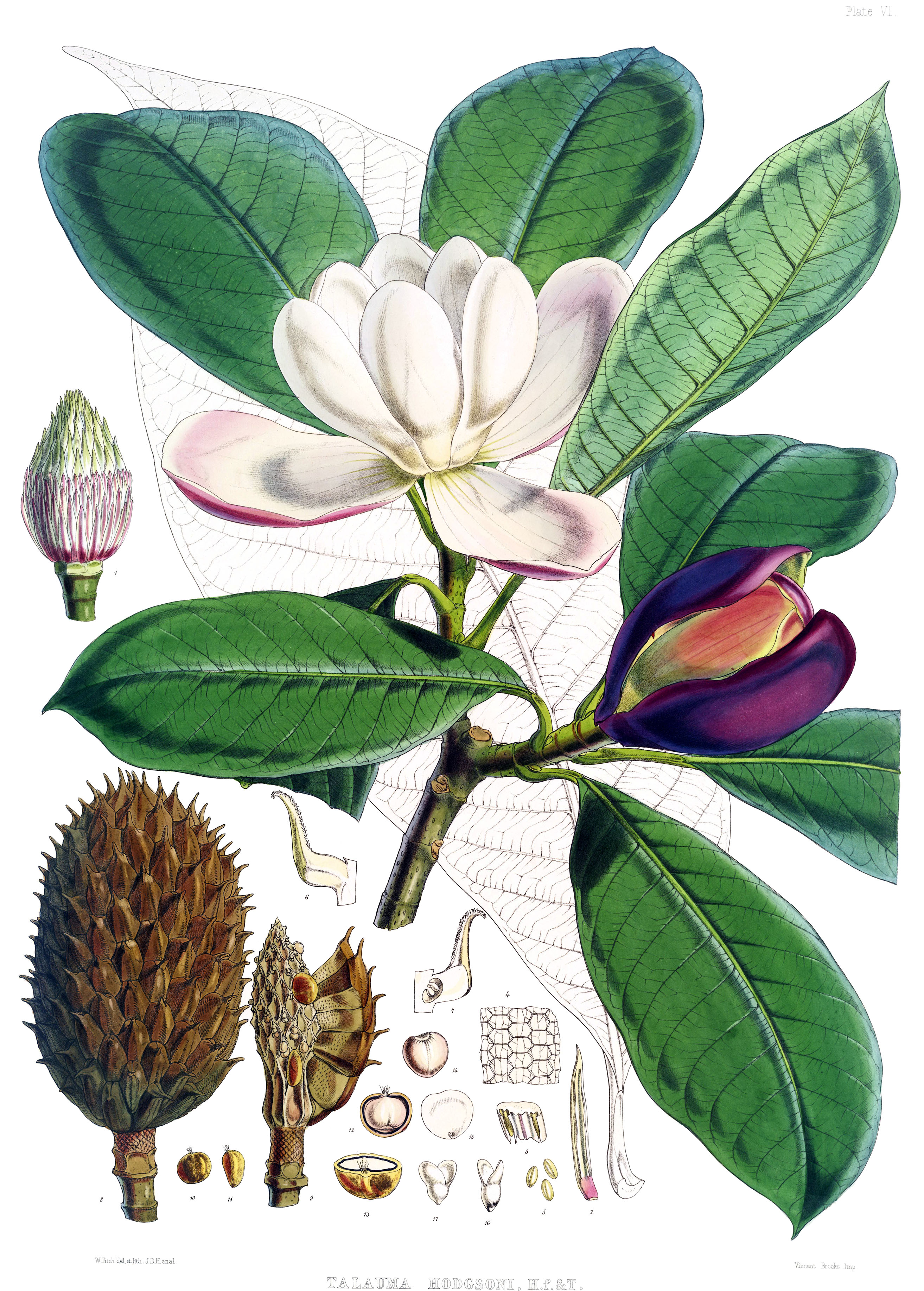
Magnolia hodgsonii. Ilustración de Walter Hood Fitch.

El 11 de noviembre de 1847 Joseph partió de Inglaterra dando inicio a su expedición al Himalaya, la cual duraría tres años y le convertiría en el primer europeo que recopilaba plantas en aquella cordillera.
Obtuvo pasaje gratis en la fragata HMS Sidon que le llevó hasta el Nilo y después continuó viaje por tierra hasta Suez donde embarcó hacia la India. El 12 de enero de 1848 desembarcó en Calcuta y continuó a lomos de elefante hasta Mirzapur, en barco Ganges arriba hasta Siliguri y por tierra de nuevo, en poni, hasta Darjeeling, a donde llegó el 16 de abril de 1848.
La expedición de Hooker se estableció en Darjeeling, donde permaneció junto al naturalista Brian Houghton Hodgson quien le presentó al representante de la Compañía Británica de las Indias Orientales, el Dr. Archibald Campbell. Este negoció la entrada de Hooker en Sikkim, la cual fue finalmente aprobada en 1849, aunque el Rajá le mantuvo prisionero durante algún tiempo. 
 Mientras tanto, Hooker escribía a Darwin relatándole los hábitos de los animales de la India y recopilaba plantas en Bengal. Hizo algunas exploraciones junto con Charles Barnes, residente en la zona, a lo largo del río Rangeet hasta su confluencia con el Tista y el pico Tonglu, en la cordillera de Singalila, en la frontera con Nepal.
El 27 de octubre de 1848 Hooker, junto con un numeroso grupo de ayudantes locales, partió hacia el Nepal oriental. Se dirigieron a Zongri, hacia el oeste, pasando por las estribaciones de Kanchenjunga y después hacia el noroeste, a lo largo de los pasos del Nepal hasta el Tíbet. En abril de 1849 proyectó una expedición más larga por Sikkim. Partió el 3 de mayo y viajó hacia el noroeste al valle de Lachen, el paso de Kongra Lama y luego hasta el paso de Lachoong.
Hooker y su amigo el Dr Archibald Campbell fueron hechos prisioneros por el Dewan de Sikkim cuando viajaban hacia el paso de Chola en el Tíbet. Se envió un grupo británico para negociar con el rey de Sikkim, aunque fueron liberados sin derramamiento de sangre y Hooker regresó a Darjeeling donde pasó los meses de enero y febrero escribiendo sus diarios, reponiendo especímenes perdidos durante su detención y planeando otro viaje para su último año en la India.
Con poco entusiasmo por volver a Sikkim y desmotivado para viajar a Bután Hooker decidió hacer su última expedición himalaya a Sylhet y las montañas Khasi en Assam. Le acompañó Thomas Thompson, un compañero de estudios de la universidad de Glasgow. Partieron de Darjeeling el 1 de mayo de 1850, navegaron hasta la Bahía de Bengala y viajaron por tierra, en elefante, hasta las montañas Khasi, estableciendo su cuartel general en Churra donde permanecieron hasta el 9 de diciembre, fecha en la que iniciaron el viaje de vuelta a Inglaterra.
Las exploraciones de Hooker de las, hasta entonces, regiones desconocidas, recogidas en su Himalayan Journals y dedicadas a Charles Darwin, fueron publicadas por la Oficina de Investigaciones Trigonométricas de Calcuta y Ward, Lock, Bowden & Co., 1891 (la biblioteca Minerva de libros famosos).

## Carrera

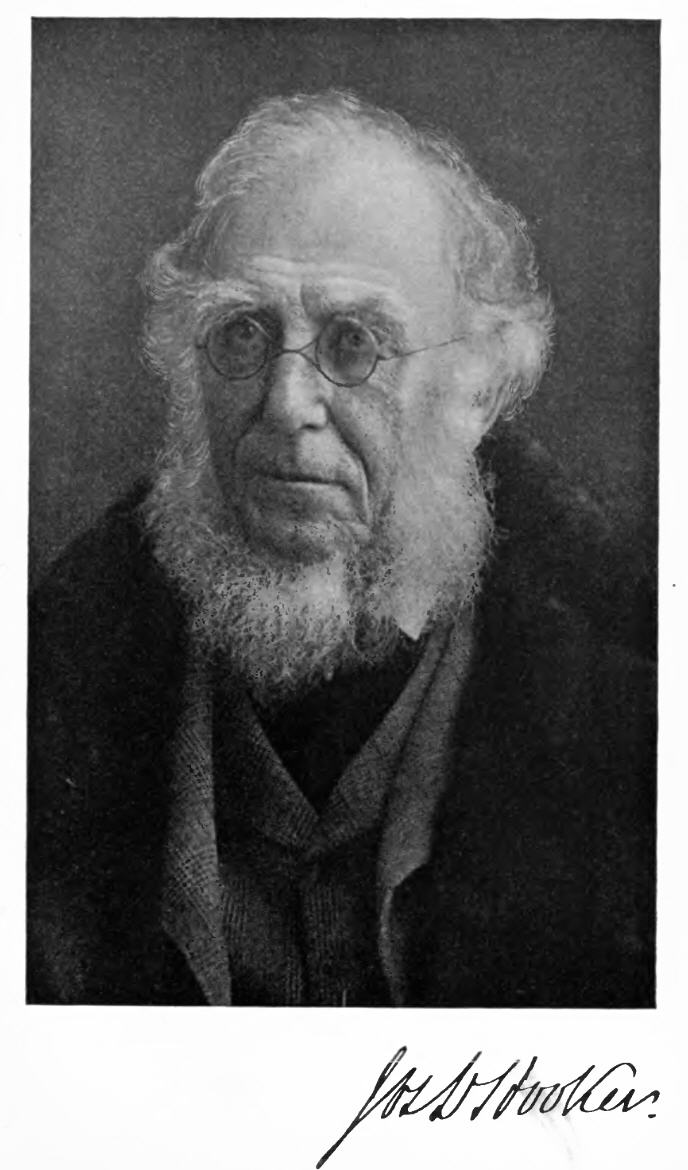
Hooker en 1908.

Comenzó su serie Flora Indica en 1855, junto con Thomas Thompson. Sus observaciones botánicas forman parte del núcleo de un elaborado trabajo sobre los rhododendron del Sikkim, y los Himalayas y de la flora de la India. Sus obras fueron ilustradas con litografías de Walter Hood Fitch.
Hooker viajó a Palestina (1860), Marruecos (1871), y los Estados Unidos de América (1877), todos ellos suministraron una inestimable información científica.
Mientras realizaba estos viajes por países extranjeros se estaba labrando una gran reputación científica en casa. En 1855 fue designado como ayudante de director del Real Jardín Botánico de Kew, y en 1865 sucedió a su padre como director, puesto que ocupó durante 20 años. A la temprana edad de 30 años fue elegido miembro de la Royal Society, y en 1873 presidente (hasta 1877). Recibió tres de sus medallas: La Medalla Real en 1854, la Copley en 1887 y la de Darwin en 1892.
También fue nombrado presidente de la Asociación Británica para el avance de la Ciencia en su encuentro de Norwich de 1868, cuando la seña de identidad estaba marcada por su defensa de las teorías de Darwin. De hecho, fue un amigo precoz y valedor de [Darwin: Hooker fue quien, junto con Charles Lyell, indujo a Darwin a hacer públicas sus teorías, y el autor de El origen de las especies recuerda con gratitud a Hooker por la amplitud de conocimientos y su juicio equilibrado.
Su obra más importante fue Flora of British India, publicada en siete volúmenes entre 1872 y 1897.
Fue autor de numerosos escritos científicos y monografías, y sus extensos libros incluyen, además de todo lo ya mencionado una Students Flora of the British Isles estándar y un monumental trabajo, el Genera plantarum (1860-83), basado en las colecciones de Kew, para el cual tuvo la colaboración de George Bentham. En 1904, a la dad de 87 años, publicó A sketch of the Vegetation of the Indian Empire (Boceto de la vegetación del Imperio Indio).
Continuó la compilación del proyecto de su padre, Icones Plantarum (ilustraciones de plantas), escribiendo los volúmenes once al diecinueve.
El 10 de diciembre de 1911, Joseph Hooker murió mientras dormía tras una corta y, aparentemente, poco importante indisposición. El dean y el cabildo de la Catedral de Westminster ofrecieron una tumba en la nave junto a la de Darwin, pero insistieron en que el cuerpo fuera antes incinerado. Su viuda, Hyacinth, declinó la oferta y Hooker fue enterrado, como era su deseo, junto a su padre en el cementerio de St. Anne en Kew Green, a corta distancia de los Reales Jardines Botánicos de Kew.

## Algunas publicaciones
- 1844-1859. Flora Antarctica: the botany of the Antarctic voyage. 3 vv. 1844 (general) 1853 (New Zealand), 1859 (Tasmania). Reeve, Londres
- 1845. The cryptogamic botany of the Antarctic voyage: Of H.M. Discovery ships Erebus and Terror in the years 1839-1943 under the command of Sir James Clark Ross 258 pp. + 120 ilustr.
- The botany [of] the Antarctic voyage of H.M. discovery ships Erebus and Terror in the years 1839-1843: Under the command of Captain Sir James Clark Ross
- 1846-1867. Handbook of the New Zealand flora reimpreso de Cambridge University Press, 2011, 484 pp. ISBN 1108030394, ISBN 9781108030397
- 1849. Niger flora
- 1849-1851. The Rhododendrons of Sikkim-Himalaya
- 1854. Himalayan Journals, or notes of a naturalist, in Bengal, the Sikkim and Nepal Himalayas, Khasia Mountains ...
- 1855. Illustrations of Himalayan plants
- 1855. Flora indica, con Thomas Thomson
- 1858. con George Bentham, Handbook of the British flora. ("Bentham & Hooker")
- 1859. A century of Indian orchids
- 1862-1883. con George Bentham, Genera plantarum

Bentham, George; Hooker, Sir Joseph Dalton (1867). Genera plantarum ad exemplaria imprimis in herbariis kewensibus servata definita. Primum, Sistens Dicotyledonum Polypetalarum Ordines LXXXIII: Ranunculareas--Cornaceas. Londres: Reeve & Co.
- 1870; 1878. The student's flora of the British Isles. Macmillan, Londres
- 1872-1897. The flora of British India

Hooker, Sir Joseph Dalton (1890). The Flora of British India. Volume V, Chenopodiaceæ to Orchideæ. Londres: L. Reeve & Co. ISBN 0913196290. Consultado el 8 de abril de 2009.
- 1898-1900. Handbook to the Ceylon flora
- 1904-1906. An epitome to the British Indian species of Impatiens 39 pp.

## Matrimonios e hijos
En 1851 se casó con Frances Harriet Henslow (1825-1874), hija de John Stevens Henslow. Tuvieron cuatro hijos y tres hijas:
- William Henslow Hooker (1853-1942)
- Harriet Anne Hooker (1854-1945) casada con William Turner Thiselton-Dyer
- Charles Paget Hooker (1855-1933)
- Marie Elizabeth Hooker (1857-1863) muerta a los 6 años
- Brian Harvey Hodgson Hooker (1860-1932)
- Reginald Hawthorn Hooker (1867-1944) estadístico
- Grace Ellen Hooker (1868-1873) muerta a los 5 años

Tras la muerte de Francés en 1874, en 1876 Hooker se casó con Hyacinth Jardine (1842-1921), hija de William Samuel Symonds y viuda del naturalista Sir William Jardine. Tuvieron dos hijos:
- Joseph Symonds Hooker (1877-1940)
- Richard Symonds Hooker (1885-1950)

## Reconocimientoss
En la publicación de la última parte de Flora of British India (Flora de la India Británica') en 1897, fue creado el G.C.S.I., de cuya orden fue nombrado caballero gran comendador de la Orden de la Estrella de la India, el rango más alto de esta orden (ya había sido nombrado Caballero Comandante veinte años antes). Veinte años después, a los 90 años, fue galardonado con la Orden del Mérito.

## Eponimia
- Isla Hooker

Géneros
- (Poaceae) Hookerochloa E.B.Alexeev[10]
- (Pontederiaceae) Hookerina Kuntze[11]

Especies (900 registros IPNI)
- (Annonaceae) Monoon hookerianum (King) B.Xue & R.M.K.Saunders[12]
- (Arecaceae) Sagus hookeri (G.Mann & H.Wendl.) Rollisson[13]
- (Dryopteridaceae) Dryopteris hookeriana (T.Moore) Li Bing Zhang[14]
- (Violaceae) Viola hookeri (Thomson, Spare & C.E.C.Fisch.[15]

Especies de molusco
- (Charopidae) Notodiscus hookeri Reeve, 1854)[16]